# Клотримазол
Клотримазо́л — синтетичний протигрибковий препарат, що належить до підгрупи імідазолів класу азолів; призначений для місцевого застосування. Клотримазол застосовується у клінічній практиці з 1969 року, та розроблений у лабораторії німецької компанії «Bayer».

## Фармакологічні властивості
Клотримазол — синтетичний протигрибковий препарат, що належить до класу азолів широкого спектру дії. Препарат має як фунгіцидні, так і фунгістатичні властивості, що залежить від концентрації препарату та виду збудника мікозів. Механізм дії клотримазолу полягає в пошкодженні клітинних мембран грибків, пригніченні процесів клітинного дихання, порушенні синтезу тригліцеридів, порушенні трансформації дріжджових грибків в міцеліальні форми. До препарату чутливі грибки Candida spp, Malassezia spp., Trichophyton spp., Coccidioides immitis, Aspergillus spp., Histoplasma capsulatum, Microsporum spp., а також диморфні та вищі гриби. Чутливими до клотримазолу є також трихомонади, частина анаеробів (Bacteroides spp., Gardnerella vaginalis), стафілококів, стрептококів та коринебактерій.

### Фармакокінетика
Клотримазол при місцевому застосуванні погано всмоктується через шкіру та слизові оболонки, системне всмоктування становить 3-10 %. При нанесенні на шкіру препарат накопичується в роговому шарі епідермісу та нігтях. Клотримазол створює високі концентрації у вагінальному секреті та низькі концентрації в крові. Метаболізується препарат в печінці з утворенням неактивних метаболітів. Виводиться клотримазол з організму нирками та з калом. Період напіввиведення препарату не досліджений, але високі концентрації у вагінальному секреті можуть утримуватись 2—3 доби.

## Показання
Клотримазол застосовується при лікуванні грибкових інфекцій, що викликаються чутливими до препарату збудниками: дерматофітози, оніхомікози, пароніхія, висівкоподібний лишай, лупа, кандидоз ротової порожнини та шкіри, трихофітія, мікроспорія, еритразма, вагінальний кандидоз, мікози, що ускладнені бактеріальною інфекцією, трихомоніаз; для санації родових шляхів перед пологами.

## Побічна дія
При застосуванні клотримазолу дуже рідко (менше 0,01 %) спостерігаються наступні побічні ефекти: на шкірі — еритема, пухирі, набряки, печія, поколювання, подразнення та лущення шкіри; в ділянці статевих органів — свербіж, печія, почервоніння, вагінальні виділення, цистит, біль під час статевого акту; в ротовій порожнині — гіперемія слизової оболонки, припікання, подразнення і поколювання у місці нанесення; у поодиноких випадках при всмоктуванні препарату із слизових оболонок спостерігаються системні реакції — алергія, задишка, непритомність, артеріальна гіпотензія.

## Протипокази
Клотримазол протипоказаний при підвищеній чутливості до імідазолів, в І триместрі вагітності, при вагінальному використанні — в менструальний період. З обережністю використовують при годуванні грудьми. Препарат не застосовують дітям.

## Форми випуску
Клотримазол випускається у вигляді вагінальних таблеток по 0,1; 0,2 та 0,5 г; 1 % крему для зовнішнього застосування по 5, 15, 20, 25, 30, 35 та 50 г; 2 % крем по 20 г та 10 % по 35 г; 1 % лосьйону у флаконах по 20 мл; 1 % крему вагінального у тубах по 50 г та 2 % у тубах по 15, 20 та 30 г; 1 % розчину для зовнішнього застосування по 15 мл; 1 % мазі у тубах по 20 г; та 2 % вагінального гелю у тубах по 30 г.